# 保良宮
保良宮（ほらのみや）は、奈良時代に近江国（滋賀県）に淳仁天皇が営んだ宮で、平城京の北の都「北京」（ほくきょう）とされた。保良京、保良離宮とも呼ばれた。また、天智天皇の大津宮に近かったことから、大津宮と記した古文書（天平宝字6年（762年）3月1日付「造東大寺司告朔解」（『大日本古文書』第5巻125））もある。

## 背景
聖武太上天皇の晩年、藤原仲麻呂が光明皇后の支持を得て台頭。聖武太上天皇の死後、天平勝宝9歳（757年）、橘奈良麻呂の乱を平定し政権を掌握した仲麻呂は、大炊王を擁立。天平宝字2年（758年）、孝謙天皇からの譲位を受ける形で即位させる（淳仁天皇）。
孝謙上皇と淳仁天皇の時代の天平宝字3年（759年）11月16日、藤原氏と縁が深く（仲麻呂の祖父不比等は淡海公、父武智麻呂は近江守）仲麻呂も近江国守であったことから、近江国に保良宮の造営が開始された。保良宮の近くにあった勢多津は東山道・北陸道方面からの物資の集積地であり、保良宮造営以前より朝廷や貴族・寺院が倉庫や別荘の形で勢多付近に施設を有していたと考えられている。また、保良宮行幸後には民部省（仁部省）や式部省（文部省）などの官司（あるいはその出先機関）が置かれていた。

## 行幸と廃都
天平宝字5年（761年）
- 1月21日、保良京で諸司の役人に宅地を班給する。
- 10月11日、保良遷都のためとして、藤原仲麻呂らに稲束を支給。
- 10月13日、淳仁天皇と孝謙上皇が保良宮に行幸。
- 10月28日、天皇は平城宮の改作のため、しばらく保良宮に移ると詔し、更に「朕思う所有り、北京を造らんと議る」と勅して、都に近い2郡（滋賀郡と栗太郡と見られる）を割いて永く畿県とし、庸を停めて平城京に準じた調を納めるようにした。これは唐の陪都「北京太原府」を意識したものとみられる。

天平宝字6年
- 1月1日、保良宮が未完成のため朝賀の儀をとりやめる。
- 3月3日、保良宮の西南に新しく池亭を造り、曲水の宴を設ける。
- 3月25日、保良宮の諸殿と屋垣の工事を諸国に分配して一時に完成させる。
- 5月23日、淳仁天皇と孝謙上皇の不仲で平城宮に戻ることになり、淳仁天皇は中宮院に、孝謙上皇は出家して法華寺に入る。前年に孝謙上皇が病気に倒れ、弓削道鏡の看病を受けて平癒。2人の関係を批判した淳仁天皇と上皇が対立していた。

天平宝字8年
- このころ、孝謙上皇と関係が深い吉備真備が台頭。藤原仲麻呂の乱（恵美押勝の乱）勃発。仲麻呂の敗退により造営中止。廃都。

## 遺跡
- 琵琶湖から流れ出す瀬田川右岸に位置し、滋賀県大津市の石山国分遺跡の周辺に比定する説が有力。ここからは築地塀の跡や平城京と共通の天平宝字年間前後の瓦が出土しており関連した施設の跡であると考えられる。周辺には石山寺や近江国分寺、瀬田川対岸には近江国庁があり環境も整っており、国分2丁目には「へそ石」とよばれる保良宮の礎石の一つと伝えられている石が残っている。さらに関津遺跡の幅18メートルの道路跡も関連する遺跡であると考えられる。
- 紫香楽宮跡近くの玉桂寺（滋賀県甲賀市信楽町勅旨）を跡とする説がある。同寺には「保良宮跡に空海が一堂を建立した」との言い伝えがある。
- 宝亀11年12月25日（781年）付で作成された『西大寺資材流記帳』（『寧楽遺文』所収）に神護景雲2年（768年）に近江国の荘園2件を称徳天皇（孝謙上皇）の勅によって西大寺に寄進したことを記した太政官符の写しが含まれている。その中の一つと推定されている滋賀郡保良荘が保良宮の跡地と言われている[2]。
- 琵琶湖の北部にある長浜市西浅井町管浦の須賀神社がこれに当たるとの伝承がある。神域は裸足で参拝しなければならないとの慣わしが現在も厳しく守られている。また、この神社では50年ごとに「淳仁天皇祭」が斎行されており、平成25年（2013年）に1250年祭が奉祀された。

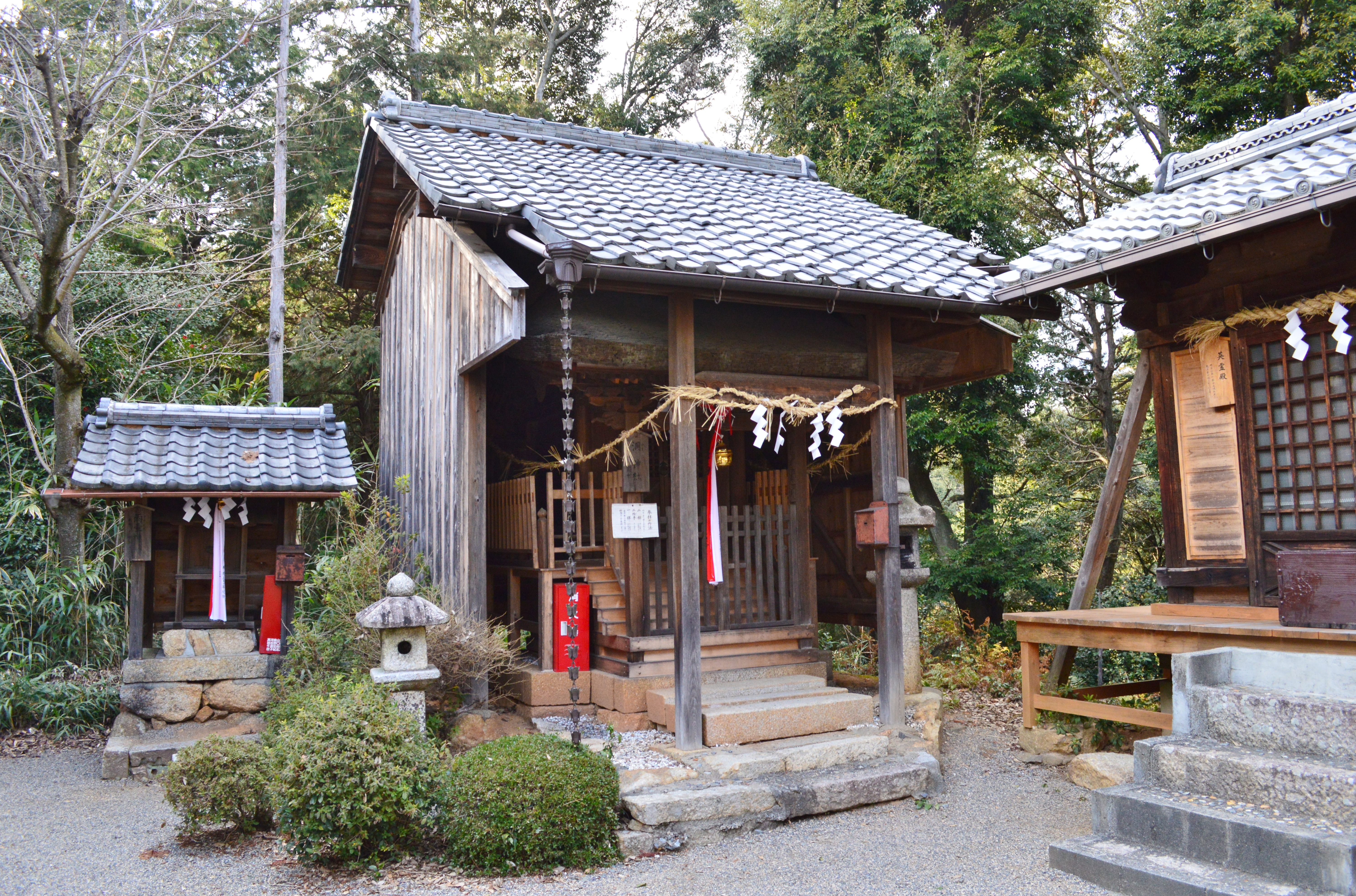
洞神社 近津尾神社境内社。
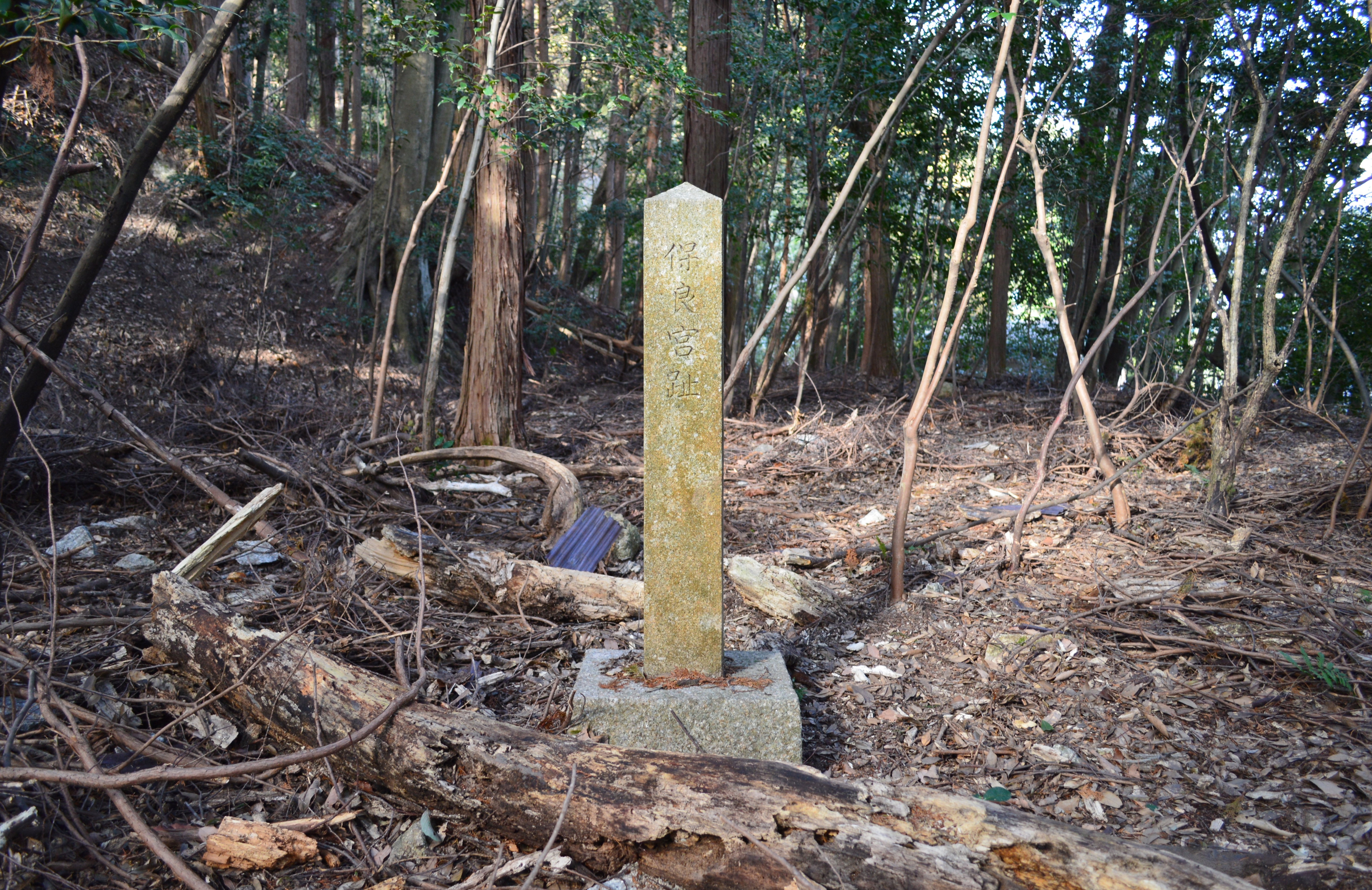
保良宮趾碑 洞神社旧社地。
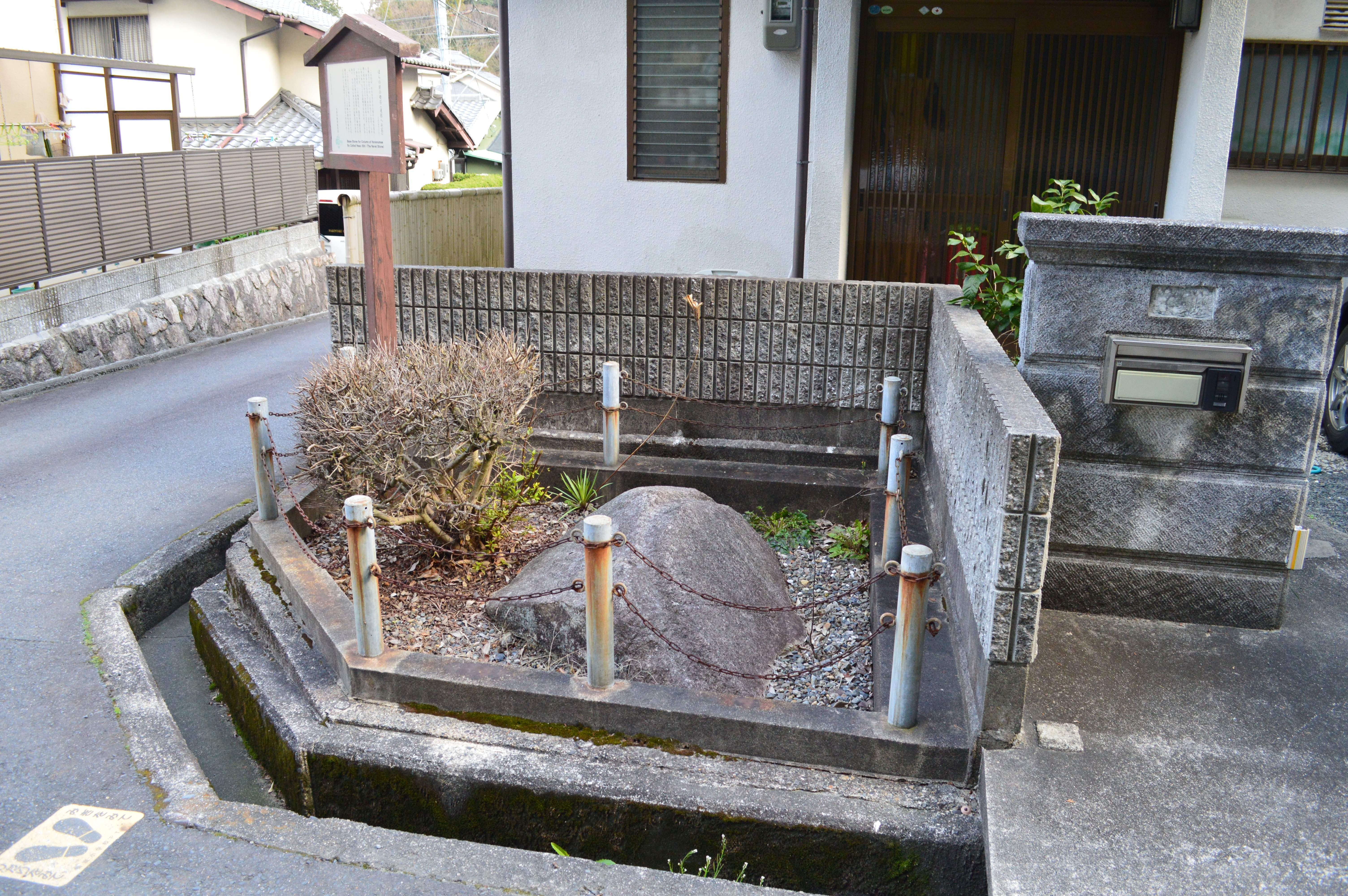
伝保良宮礎石 実際は近江国分寺の塔心礎失敗作か。